# Andreas Raelert
Andreas Raelert (Rostock, RDA 11 de agosto de 1976) es un deportista alemán que compitió en triatlón.
Ganó cinco medallas en el Campeonato Mundial de Ironman entre los años 2009 y 2015, y una medalla en el Campeonato Europeo de Ironman de 2010. En Ironman 70.3 obtuvo una medalla en el Campeonato Mundial de 2008, y una medalla en el Campeonato Europeo de 2015.

## Palmarés internacional
| Campeonato Mundial | Campeonato Mundial     | Campeonato Mundial | Campeonato Mundial |
| Año                | Lugar                  | Medalla            | Prueba             |
| ------------------ | ---------------------- | ------------------ | ------------------ |
| 2009               | Hawái (Estados Unidos) | Medalla de bronce  | Individual         |
| 2010               | Hawái (Estados Unidos) | Medalla de plata   | Individual         |
| 2011               | Hawái (Estados Unidos) | Medalla de bronce  | Individual         |
| 2012               | Hawái (Estados Unidos) | Medalla de plata   | Individual         |
| 2015               | Hawái (Estados Unidos) | Medalla de plata   | Individual         |
| Campeonato Europeo |                        |                    |                    |
| Año                | Lugar                  | Medalla            | Prueba             |
| 2010               | Fráncfort (Alemania)   | Medalla de oro     | Individual         |

| Campeonato Mundial | Campeonato Mundial          | Campeonato Mundial | Campeonato Mundial |
| Año                | Lugar                       | Medalla            | Prueba             |
| ------------------ | --------------------------- | ------------------ | ------------------ |
| 2008               | Clearwater (Estados Unidos) | Medalla de plata   | Individual         |
| Campeonato Europeo |                             |                    |                    |
| Año                | Lugar                       | Medalla            | Prueba             |
| 2015               | Wiesbaden (Alemania)        | Medalla de plata   | Individual         |